# Woolsthorpe-by-Colsterworth
Woolsthorpe-by-Colsterworth (pentru a-l deosebi de Woolsthorpe-by-Belvoir din același comitat) este un cătun în South Kesteven comitatul Lincolnshire, Anglia. Este cunoscut ca fiind locul de naștere al lui Isaac Newton.

## Descriere
Woolsthorpe-by-Colsterworth este situat la 150 km nord de Londra, la 1 km nord-vest de satul Colsterworth pe autostrada A1 una dintre drumurile principale nord-sud ale Regatului Unit. A1 este vechiul Mare Drum de Nord⁠(d), lângă care s-a dezvoltat Colsterworth. Woolsthorpe se află la 3–4 km de granița comitatului cu Leicestershire și la 6–7 km de Rutland.
Woolsthorpe se află într-un mediu rural. Este așezat pe formația calcaroasă Lincolnshire⁠(d), sub care sunt formațiile Lower Estuarine Series⁠(d) și nisipurile Northampton⁠(d) din perioada bajociană a Jurasicului mijlociu. În nisipurile Northampton se găsește fier, iar în secolul al XX-lea cătunul a fost aproape înconjurat de exploatări miniere de suprafață⁠(d) a minereului de fier⁠(d). În 1973 carierele locale s-au închis din cauza concurenței din partea minereului de fier importat. În același an la Great Northern Railway⁠(d) s-a închis ramificația High Dyke, care se afla la nordul satului și a fost deschisă în 1916 pentru a transporta minereu de fier. A existat o încercare nereușită de a păstra linia ferată. Podul căii ferate a supratraversat A1 până în 2009, când a fost îndepărtat în timpul îmbunătățirii nodurilor rutiere.

## Conacul Woolsthorpe
Conacul Woolsthorpe, locul de naștere al lui Newton, este o casă de calcar tipică din secolul al XVII-lea a unui fermier yeoman⁠(d), cu dependințe clădite ulterior. Este deținut de National Trust⁠(d) și este deschis publicului.